# Ню Йорк (щат)
Вижте пояснителната страница за други значения на Ню Йорк.
Ню Йорк (на английски: New York) е щат в САЩ със съкращение NY и административен център град Олбани. Ню Йорк е една от първите тринадесет колонии, сформирали САЩ. С население от повече от 19 милиона жители щатът е четвъртият най-гъсто населен в страната.
Две трети от населението на щата живее в метрополитния район около град Ню Йорк (включващ почти 40% от Лонг Айлънд). И градът, и щатът взимат името си от живелия през 17 век херцог на Йорк, бъдещият Джеймс II. С население от около 8,34 милиона (2019), град Ню Йорк е най-многобройният в страната. Глобален град, в Ню Йорк се намира централата на Организацията на обединените нации. Градът е описван като културният, финансов, и медиен център на света, както и като най-силният в икономическо отношение град в света. Следващите четири най-многобройни градове в щата са Бъфало, Рочестър, Йонкърс, и Сиракюз. Столицата на щата е Олбани.
На 27-о място по територия, щатът Ню Йорк има разнообразна география. Той граничи с Ню Джърси и Пенсилвания на юг, и Кънектикът, Масачузетс и Върмонт на изток. Щатът има морска граница с Роуд Айланд, на изток от Лонг Айланд, както и международна граница с канадската провинция Квебек на север и Онтарио на северозапад. Южната част на щата се намира в Атлантическата низина и включва Лонг Айланд и няколко по-малки острова, както и град Ню Йорк и долната част на долината на река Хъдсън. Регионът на Горен Ню Йорк включва части от Апалачите и Адирондак. Западен Ню Йорк се счита за част от Региона на Големите езера и граничи с езерото Онтарио, езерото Ери и водопадите Ниагара. Централната част на щата е доминирана от езерата Фингър Лейкс, популярна дестинация за почивка и туризъм.
При пристигането на първите европейци Ню Йорк вече е бил населяван от няколко века от алгонкините и ирокезите. Френски заселници и йезуитски мисионери пристигат от Монреал, за да търгуват и прозелетизират. През 1609 г. до района достига Хенри Хъдсън, плаващ за Нидерландската източноиндийска компания. През 1614 г. холандците построяват Форт Насау при сливането на реките Хъдсън и Мохок, където по-късно се развива настоящата столица на щата, Олбани.
Много от забележителностите на Ню Йорк са добре известни, включително четири от десетте най-посещавани туристически забележителности за 2013 г.: Таймс Скуеър, Сентръл Парк, Ниагарските водопади и Гара Гранд Сентръл. В Ню Йорк се намира Статуята на свободата. В щата Ню Йорк има приблизително 200 колежа и университета, включително Щатският университет на Ню Йорк.
От август 2021 г. губернатор на щата Ню Йорк е Кати Хоукъл, първата в историята жена на тази длъжност.

## География
Намира се в североизточната част на САЩ и граничи с Канада на север и Атлантическия океан на юг.
Щатът е с население от 19 490 297 жители (2008) и обща площ от 140 908 km², от които 121 940 km² са суша и 18 968 km² (13,46%) са заети от вътрешни водни басейни.
Най-високата надморска височина в Ню Йорк е връх Марси в планината Адирондакс, на 1629 m над морското равнище, а най-ниската точка на щата е на морско равнище при Атлантическия океан.
За разлика от градския пейзаж на града Ню Йорк, огромната част от територията на щата Ню Йорк е доминирана от ливади, гори, реки, ферми, планини и езера. По-голямата част от южната част на щата лежи на платото Алегхени, което се простира от югоизточната част на САЩ до планините Катскил. Частта, върху която е разположен Ню Йорк, е известна като Южния рид. Скалистите планини Адирондак се намират в северната част на щата, западно от долината на езерото Чамплейн. Източната част на щата се намира в Голямата долина и включва долината на езерото Чамплейн в северната ѝ половина и долината на река Хъдсън в южната половина. Поради голямото различие в географските характеристики, за разграничаване на градския регион на Ню Йорк от останалата част на щата, често се използват неофициалните имена Upstate New York (северна част) и Downstate New York (южна част).

## Населени места

### Градове (сити)
- Бъфало
- Глен Коув
- Гленс Фолс
- Джеймстаун
- Йонкърс
- Итака
- Корнинг
- Мидълтаун
- Ню Йорк
- Нюбърг
- Обърн
- Олбани
- Пийкскил
- Рочестър
- Роум
- Саратога Спрингс
- Сиракюз
- Скънектади
- Уотървлийт

### Градчета (таун)
- Бедфорд
- Източен
- Лансинг
- Лонг Бийч
- Ню Берлин
- Оксфорд
- Саутхемптън
- Удхъл
- Хамилтън
- Харисън~
- Хънтингтън

### Села (вилидж)
- Купърстаун
- Масапекуа
- Менандс
- Таритаун
- Харисън~

 ~ Забележка: Означените с ~ населени места имат статут едновременно на градче и на село.

### Други
- Бей Шор
- Брентуд
- Уест Пойнт
- Хопог

## Окръзи
Щатът Ню Йорк се състои от 62 окръга, 5 от които са също административни райони на град Ню Йорк:
1. Алегени
2. Бронкс
3. Брум
4. Вашингтон
5. Грийн
6. Делауеър
7. Дженесий
8. Джеферсън
9. Дъчис
10. Ери
11. Есекс
12. Йейтс
13. Катарогъс
14. Каюга
15. Кингс
16. Клинтън
17. Колумбия
18. Кортланд
19. Куинс
20. Ливингстън
21. Луис
22. Мадисън
23. Монро
24. Монтгомъри
25. Насау
26. Ниагара
27. Ню Йорк
28. Олбани
29. Онайда
30. Онондага
31. Онтарио
32. Ориндж
33. Орлиънс
34. Осуего
35. Оцего
36. Путнам
37. Ренсълийр
38. Ричмънд
39. Рокланд
40. Саратога
41. Сейнт Лорънс
42. Сенека
43. Скохарий
44. Скънектади
45. Стубен
46. Съливан
47. Съфък
48. Тайога
49. Томпкинс
50. Уайоминг
51. Уейн
52. Уестчестър
53. Уорън
54. Франклин
55. Фултън
56. Хамилтън
57. Хъркимър
58. Шенанго
59. Шимънг
60. Шуйлър
61. Шътокуа
62. Ълстър